# Erich Borchmeyer
Erich Borchmeyer   (Münster, 23 de gener de 1905 - Bielefeld, 17 d'agost de 2000) va ser un atleta alemany, especialista en curses de velocitat, que va competir durant les dècades de 1920 i 1930.
El 1932 va prendre part en els Jocs Olímpics de Los Angeles, on va disputar dues proves del programa d'atletisme. Guanyà la medalla de plata en els 4x100 metres relleus, formant equip amb Friedrich Hendrix, Arthur Jonath i Helmut Körnig, mentre en els 200 metres quedà eliminat en semifinals. Quatre anys més tard, als Jocs de Berlín, disputà dues noves proves del programa d'atletisme. Guanyà la medalla de bronze en els 4x100 metres relleus, formant equip amb Wilhelm Leichum, Erwin Gillmeister i Gerd Hornberger, mentre en els 100 metres fou cinquè.
En el seu palmarès també destaquen dues medalles al Campionat d'Europa d'atletisme de 1934, d'or en els 4x100 metres relleus i de plata en els 100 metres.

## Millors marques
- 100 metres llisos. 10.3" (1933)
- 200 metres llisos. 21.4" (1929)
- 4x100 metres relleus. 40.1 (1939) Rècord d'Europa[1][2]